# HD189959
HD189959 — хімічно пекулярна зоря спектрального класу A3, що має видиму зоряну величину в смузі V приблизно  8,6.
Вона  розташована на відстані близько 913,6 світлових років від Сонця.